# 奥列格·叶夫列莫夫
奥列格·尼古拉耶维奇·叶甫列莫夫（俄语：Оле́г Никола́евич Ефре́мов，1927年10月1日—2000年5月24日），是苏联的导演、演员，担任莫斯科艺术剧院的制片人，在解冻时代推出多部创新作品，而停滞时代为了迎合示范作用，逐渐以平庸剧目为主。1966年签署了反对为斯大林平反的《25人公开信》。

## 作品
- 《胜利日的故事》(1998年)
- 《如此荒唐》(1995年)
- 《安吉莉克的激情》(1993年)
- 《乘风而归》(1991年)
- 《归途》(1988年)
- 《从工资到工资》(1986年)
- 《炮兵营长》(1985年)
- 《别人的妻子和床底下的丈夫》(1984年)
- 《二十年后有一回》(1980年)
- 《旧新年》(1980年)
- 《翼之歌》(1979年)
- 《打开的书》(1977年)
- 《罗亭》(1976年)
- 《莫斯科之恋》(1974年)
- 《彼得·马丁路维治的伟大的一生》(1974年)
- 《你好再见》(1972年)
- 《溃逃》(1971年)
- 《巴雷宁的际遇》(1970年)
- 《妈妈结婚了》(1969年)
- 《五天》(1969年)
- 《闪亮，闪亮，我的星辰》(1969年)
- 《鹿王》(1969年)
- 《普柳希哈的三棵杨树》(1967年)
- 《看好你的车》(1966年)
- 《战争与和平》(1966年)
- 《他们不会被忘记》(1964年)
- 《生者与死者》(1964年)
- 《点燃心中的火焰》(1963年)
- 《试用期》(1960年)
- 《第一梯队》(1957年)
- 《难解之结》(1956年)